# Orange Blue
Pour les articles homonymes, voir Orange bleue.
Orange Blue est un groupe allemand de soul et pop, originaire de Hambourg. Il est formé en 1992 par Volkan Baydar (chant) et Ebenso Vince Bahrdt (claviers, batterie). Parmi ses chansons notables, on trouve Can Somebody Tell Me Who I Am.

## Histoire
En 1992, Orange Blue se réunit pour la première fois pour faire de la musique ensemble. Par le biais d'une annonce dans le magazine Oxmox de Hambourg, le cover band soul, dans lequel Vince Bahrdt était batteur, cherchait un chanteur et Volkan Baydar s'inscrit. Les premiers concerts sous le nom de The Question suivent. Lorsque ce groupe se sépare finalement, Baydar et Bahrdt restent. Très vite, Orange Blue produit ses propres chansons et essaye de signer avec des labels discographiques renommés. Le succès escompté n'est cependant pas au rendez-vous et les deux musiciens doivent se débrouiller avec divers petits jobs.
En 2000, ils sortent leur premier single She's Got that Light. Ils en vendent plus de 450 000 unités dans les pays germanophones et atteignent ainsi le disque d'or. En 2000, ProSieben utilise la chanson pour le titre du talk-show Arabella. Leur premier album suivant, In Love With a Dream, se vendu à 350 000 exemplaires et obtient également le disque d'or. Orange Blue est nommé pour l'Echo 2001 du Newcomer of the Year (meilleur nouveau groupe de l'année). Entre-temps, Orange Blue vend plus d'un million de disques.
En outre, les artistes de Hambourg travaillent à plusieurs reprises pour le cinéma américain et ont participé à la bande originale de films tels que Dinosaure de Walt Disney et le film Couple de stars avec Julia Roberts et Catherine Zeta-Jones.
Orange Blue se sépare ensuite de son équipe de producteurs et de management et produit son troisième album, Panta Rhei, avec différents producteurs à Hambourg, Francfort-sur-le-Main, Munich, Oslo, Los Angeles et la majeure partie à New York avec Mark Plati, qui s'était déjà fait un nom avec David Bowie, The Cure, Dido, Suzanne Vega, Tina Turner et Prince.
En 2005, Orange Blue participe à la présélection allemande du Concours Eurovision de la chanson 2005 avec le titre A Million Teardrops, mais n'arrive qu'en troisième position.
Les deux musiciens sont actifs dans d'autres projets musicaux. En 2016, Vince Bahrdt participe également en tant que coproducteur à trois chansons pour l'album Stark wie zwei d'Udo Lindenberg.
Le 14 février 2020 sort le double album White | Weiss, composé pour moitié de chansons en anglais et pour la première fois de chansons en allemand. Le 24 mai 2019, le premier single Love is Here sort déjà, le 30 août 2019 le deuxième single Echter Freund, la première chanson d'Orange Blue jamais publiée en allemand, ainsi que le 29 novembre 2019 le troisième single Die Welt steht still de cette œuvre. Ce dernier est présenté pour la première fois dans l'émission de la ZDF pour la Saint-Sylvestre, Willkommen 2020.

## Discographie

### Albums studio
- 2000 : In Love with a Dream (7e place en Allemagne[4], 37e en Autriche[5] et 20e en Suisse[6])
- 2001 : Songs of Liberty (21e place en Allemagne[4], 73e en Autriche[5])
- 2004 : Panta Rhei (60e place en Allemagne[4])
- 2007 : Superstar (88e place en Allemagne[4])
- 2020 : White / Weiss

### Compilations
- 2003 : Forever Orange Blue (best of)

### Singles
- 2000 : She's Got that Light
- 2001 : The Sun on Your Face
- 2002 : Forever
- 2004 : But I Do
- 2005 : A Million Teardrops
- 2007 : Love and Fear

## Certifications
- 1 disque d'or en Belgique pour 25 000 unités vendues[7].
- 2 disques d'or en Allemagne pour 500 000 unités vendues[8]